# PLS 263/2018

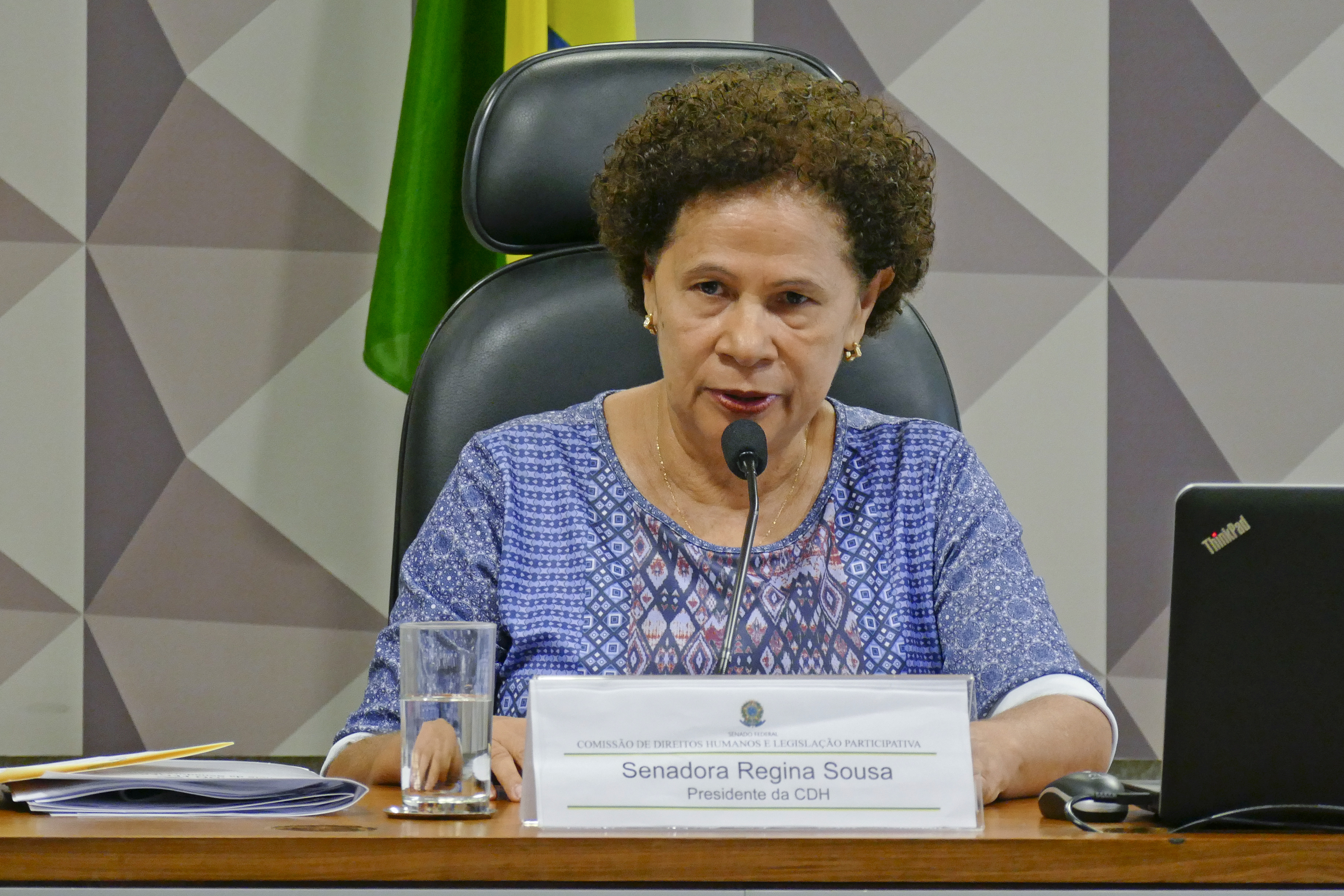
Senadora Regina Sousa, relatora do PLS 263/2018 em reunIão da CDH no Senado Federal

O PLS 263/2018 foi um projeto de lei em tramitação no Senado Federal do Brasil que visava proibir a produção, comercialização e distribuição de canudos, sacolas plásticas e demais produtos para acondicionamento, consumo e comercialização de comidas, bebidas e mercadorias, bem como produtos de higiene pessoal que usam microplásticos como componentes. O projeto é decorrente da ideia legislativa de iniciativa popular, criada através do portal de governo eletrônico e legislação participativa E-cidadania do Senado Federal.

## Tramitação

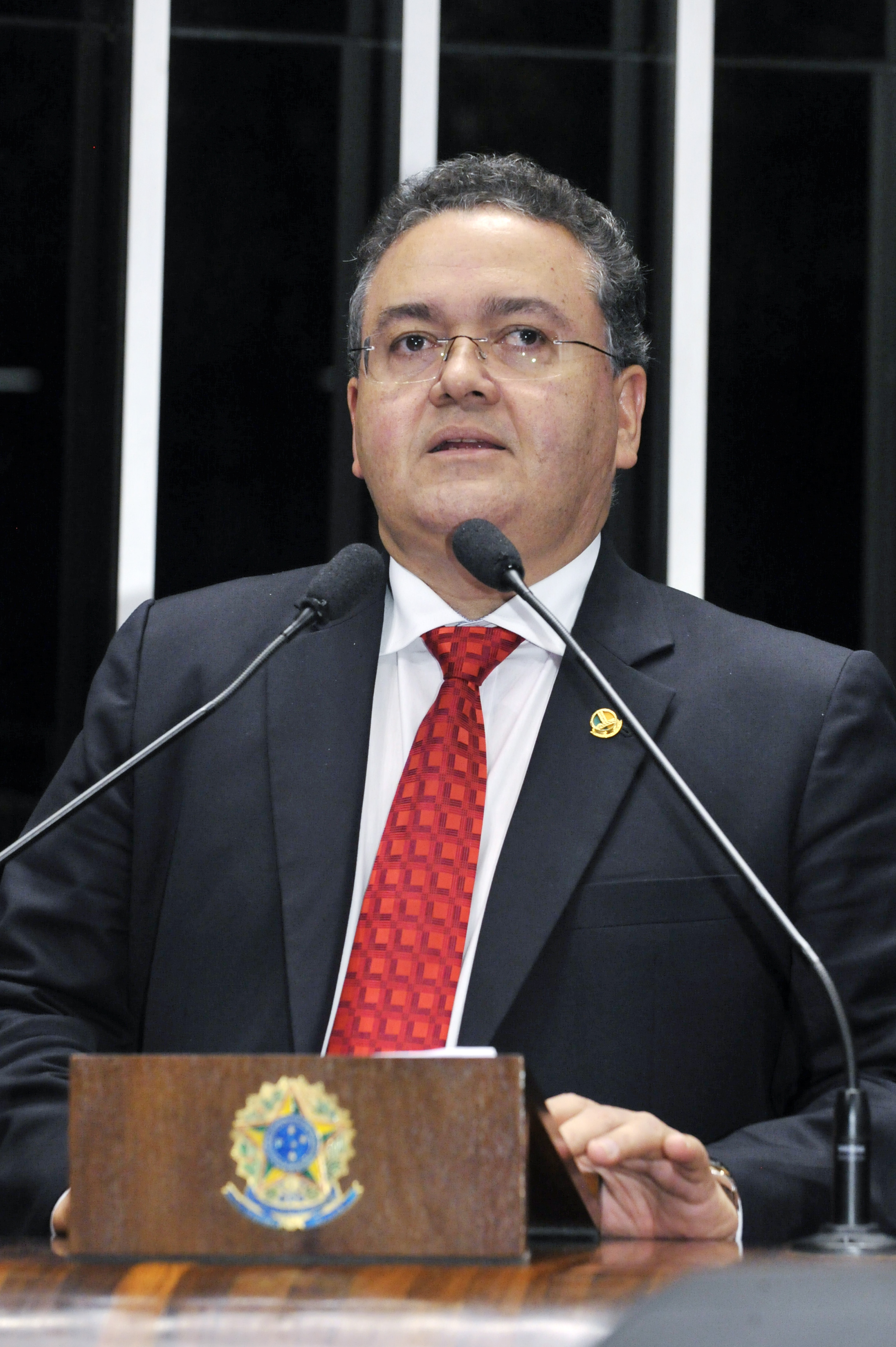
Relator Senador Roberto Rocha em fala no plenário do Senador Federal

Em 19 de fevereiro de 2018 o assunto de iniciativa popular foi submetido por Rodrigo Padula ao Portal e-Cidadania onde, de acordo com as regras do projeto, teria quatro meses para angariar o apoio de pelo menos vinte mil assinaturas/apoios de cidadãos brasileiros para que a proposta fosse avaliada pele CDH do Senado Federal. Devido à repercussão, a proposta recebeu 24.010 assinaturas em 28 dias e foi prontamente acatada pela comissão para análise de constitucionalidade. A proposta então foi convertida em sugestão legislativa em 14 de março de 2018 e apresentada junto à CDH - Comissão de Direitos Humanos e Legislação Participativa com relatoria da senadora Regina Sousa do PT do Piauí, que emitiu parecer favorável à proposta na CDH, onde, em reunião da comissão em 16 maio de 2018 foi aprovada por parte da comissão.
—  O projeto altera as Leis nºs 6.360, de 23 de setembro de 1976, que dispõe sobre a vigilância sanitária a que ficam sujeitos os medicamentos, as drogas, os insumos farmacêuticos e correlatos, cosméticos, saneantes e outros produtos, e dá outras providências, e 12.305, de 2 de agosto de 2010, que institui a Política Nacional de Resíduos Sólidos, para vedar o uso de micropartículas de plástico na composição de produtos cosméticos, e para proibir a fabricação, a importação, a distribuição, ainda que a título gratuito, e a comercialização de sacolas plásticas para acondicionamento e transporte de mercadorias, bem como de utensílios plásticos descartáveis para consumo de alimentos e bebidas, com exceção dos fabricados com material integralmente biodegradável.

Em 28 de maio de 2018 o parecer da comissão foi  lido em plenário, aprovado e convertido em projeto de lei do Senado Federal sob o número 263 de 2018, estando apto a tramitar pelas demais comissões do senado.
Na Comissão de Meio Ambiente do Senado, o relator foi o senador Roberto Rocha (PSDB-MA), que emitiu relatório favorável à proposta, lido em reunião da comissão pelo senador Confúcio Moura (MDB-RO) que apontou a situação de animais marinhos mortos por ingestão de plásticos e deu ênfase às tartarugas marinhas, que são os animais mais ameaçados no Brasil por esse tipo de contaminação.
De acordo com o Banco Mundial, o Brasil é o 4º maior produtor de lixo plástico no mundo, com 11,3 milhões de toneladas por ano, ficando atrás apenas dos Estados Unidos, China e Índia. Do total gerado, cerca de 91% são coletados, mas apenas 1,28% são efetivamente reciclados, percentual bastante inferior à média global de 9%.

Para o relator do projeto, substituir o plástico petroquímico pelo biodegradável de origem renovável resultará na redução do plástico encaminhado a aterros sanitários e no encurtamento do ciclo de vida desse produto:
—  Com um tempo de degradação mais curto, frequentemente inferior a 180 dias, podem-se reduzir novos aportes desse material nos oceanos e reduzir também seu descarte inadequado no meio ambiente
O relator na Comissão do Meio Ambiente(CMA) apresentou emendas de redação para melhorar o texto do projeto, com a substituição dos termos “fabricados com material integralmente biodegradável” por “fabricados em material biodegradável de origem renovável”. Isso porque o termo “integralmente biodegradável” pode incluir o grupo dos oxibiodegradáveis de origem fóssil, que intensificam a produção de microplásticos na natureza.
Após aprovação na CMA O projeto de lei foi colocado em pauta no plenário em 6 de maio de 2019 para votação na primeira sessão do ano sendo retirada da pauta mediante ofício do senador Luis Carlos Heinze(PP - RS) e encaminhado para a Comissão de Assuntos Econômicos do Senado Federal onde aguarda parecer do relator Senador Eduardo Braga desde 20 de maio de 2019.

## Repercussão do projeto
O PLS 263/2018 é mencionado num estudo sobre a criação de leis municipais no Brasil visando a proibição de plásticos de uso único. A cidade do Rio de Janeiro foi a primeira capital brasileira a bani-los através de projeto de lei.
O projeto foi citado pela Confederação Nacional de Municípios como um importante passo para que o Brasil alcance os Objetivos do Desenvolvimento Sustentável propostos pela ONU com a redução na produção de lixo plástico e a poluição do meio ambiente.
A proposta é vista como radical pois, proíbe integralmente a fabricação, a importação, a distribuição e comercialização de plásticos petroquímicos de uso único em todo país, com exceção para os descartáveis feitos com material integralmente biodegradável, impactando o cotidiano das pessoas e das cidades.
Em relatório publicado pelo Senado Federal em 2021, o PLS 263/2018 é citado como exemplo em conjunto com outras 4 ideias legislativas dentre as 27 que até o momento foram convertidas em projeto de lei e PEC, num universo de 89.919 ideias submetidas através do Portal e-Cidadania por 55.241 autores.

### Repercussão internacional
Em matéria publicada pelo canal francês France 24 sobre a poluição plástica no Brasil, o projeto de lei é citado.
O Senado está considerando agora uma proposta para proibir a fabricação, distribuição e venda de plástico descartável, incluindo canudos e sacolas, em todo o país.
Na Suécia, o jornal Dagens Nyheter apresenta iniciativas de banimento de plásticos em matéria que repercute o movimento global de proibição de canudos de plástico, citando o projeto de lei em tramitação no Senado Federal.

### Oposição ao projeto de lei
A Federação das Indústrias do Estado do Rio Grande do Sul se posicionou contrária ao projeto através de sua articulação parlamentar, que culminou com ofício do senador Luis Carlos Heinze (PP-RS) solicitando a remoção do projeto da pauta do dia e encaminhamento para a Comissão de Assuntos Econômicos, onde se encontra desde 20 de maio de 2019 aguardando parecer do relator Senador Eduardo Braga, designado como relator pela comissão.
Em matéria sobre o projeto de lei em 2021, a Federação das Indústrias do Estado do Rio Grande do Sul reforçou seu posicionamento contrário à proposta reiterando o "Comunicado Técnico - Articulação Parlamentar" publicado em 2019.